# Hołokamjanka
Hołokamjanka (ukr. Голокам'янка) – wieś na Ukrainie, w obwodzie lwowskim, w rejonie lwowskim, w hromadzie Rawa Ruska.
Do 1946 roku miejscowość nosiła nazwę Kamionka Hoła (ukr. Кам'янка Гола, Kamjanka Hoła).